# Carl Johan Christian von Bessel
Carl Johan Christian von Bessel (død 1789?) var en dansk officer.
Han blev kornet ved Livgarden og steg igennem de forskellige militære grader. Han var fra 1772 til 1789 chef for Norske Livregiment i København. Fra 6. december 1780 til 4. august 1788 var von Bessel tillige kommandant på Kronborg. Han var generalmajor.
Sogne- og garnisonspræsten Andreas Wøldike sagde om von Bessel i sin prædiken ved generalens grav, at han var et eksempel på, at man "uden at krybe og betræde Snig-Veje ... (kunne) hæve sig fra det ringeste Trin til et af de meest ophøiede."